# (9212) Kanamaru
(9212) Kanamaru – planetoida z pasa głównego asteroid okrążająca Słońce w ciągu 3 lat i 197 dni w średniej odległości 2,32 j.a. Została odkryta 20 października 1995 roku w obserwatorium w Ōizumi przez Takao Kobayashiego. Nazwa planetoidy pochodzi od Naomiki Kanamaru (ur. 1970), japońskiej astronom amator. Przed nadaniem nazwy planetoida nosiła oznaczenie tymczasowe (9212) 1995 UR3.